# Kensington Palace
Kensington Palace är ett kungligt residens i Kensington Gardens i Kensington and Chelsea i London. Det var de brittiska monarkernas huvudresidens 1689-1760. 
Idag bebos palatset av bland andra Prins Edward, hertig av Kent med hustru.  

## Historia
Den ursprungliga byggnaden uppfördes i dåvarande byn Kensington som Nottingham House för earlen av Nottingham, som köpte marken 1619. Vilhelm III av England som ville ha ett residens nära London, men bort från den rökiga luften eftersom han var astmatiker, införskaffade byggnaden 1689 från earlens arvinge. 
Kensington var vid denna tid en by utanför London, men mer lättillgängligt än Hampton Court. En privat väg anlades från Kensington Palace till Hyde Park Corner bred nog för flera fordon att köra i bredd, vilken delvis finns kvar som Rotten Row. Palatset förbättrades och byggdes ut av Sir Christopher Wren, då det nu behövdes kungliga gemak vid de stora trapporna och en rådssal. 
Palatset användes ofta av Vilhelm III och Maria, av drottning Anne och av Georg I och Georg II, och var då i praktiken hovets och monarkens verkliga bostad, även om St James's Palace till namnet behöll sin status som huvudresidens. Efter 1760 användes palatset i fortsättningen som bostad åt kungliga släktingar och lägre rankade kungligheter. Den blivande drottning Victoria föddes på Kensington Palace 1819 och tillbringade hela sin barndom där, fram till att hon blev drottning 1837. 
Prinsessan Diana och Prins Charles bosatte sig här efter giftermålet 1981. Diana fortsatte bo kvar även efter skilsmässan 1996.

## Kensington Palace som turistattraktion

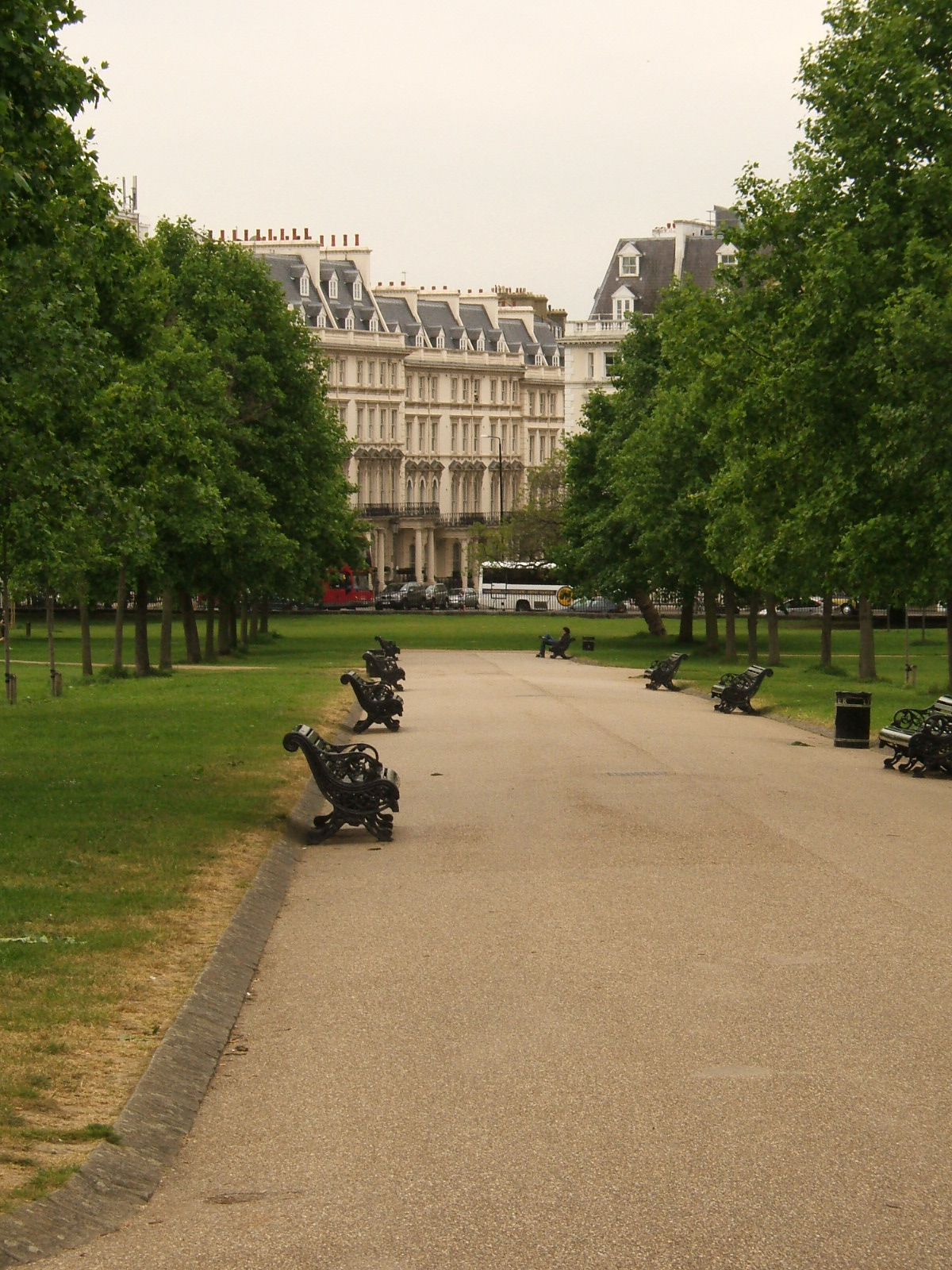
Kensington Palace Gardens

I slutet av 1800-talet försummades palatsets State Apartments allvarligt. Murverket ruttnade och trävirket var infekterat med röta. Det fanns krav på att slottet skulle rivas, men drottning Victoria förklarade att "medan hon levde, skulle slottet där hon föddes inte förstöras". 1897 övertalades parlamentet att betala för restaureringen, som slutfördes två år senare. State Apartments öppnades för allmänheten på drottningens födelsedag den 24 maj 1899. Med detta fick slottet en dubbel roll som privat hem för kungligheter och offentligt museum. Drottning Mary hjälpte till att öppna State Apartments som tillfällig plats för London Museum (numera känt som Museum of London) från 1911 till 1914. State Apartments var fyllda med montrar; några innehöll hundratals föremål inklusive 1700-talsdräkter och klänningar som burits av drottning Victoria, drottning Alexandra och drottning Mary. Museet återvände från 1950 till 1976 innan det flyttades till sitt permanenta hem vid London Wall.
1989 bestämdes det att Kensington Palace State Rooms skulle skötas av Historic Royal Palaces Agency, på uppdrag av miljödepartementet. Historic Royal Palaces Agency blev en oberoende välgörenhetsorganisation 1998 med namnet Historic Royal Palaces (HRP). HRP får inga offentliga medel eller kronfonder och är därför beroende av välgörenhet för förvaltning av webbplatsen. Under HRP genomgick Kensington Palace State Rooms en tvåårig renovering på 12 miljoner pund, tecknad med bidrag från Heritage Lottery Fund samt andra offentliga och privata donationer. Nya uniformer för personal designades av Stuart Stockdale.
Återöppningen av palatset skedde i tid för drottning Elizabeth II:s diamantjubileum 2012. Besökare kan nu välja fyra olika vägar genom hela palatset, som erbjuder utställningar som innehåller avancerade digitala presentationer, interaktiva upplevelser och till och med ljudsekvenser som ger till liv samlingar av klänningar, antika möbler och andra minnen av anmärkningsvärda invånare i slottet, inklusive William och Mary i Queen's State Apartments, domstolen i King's State Apartments och drottning Victorias liv i de rum som är mest associerade med henne. Den fjärde utställningen visar ett urval av drottning Elizabeths garderob på 1950-talet, prinsessan Margarets från 1960- och 70-talet och prinsessan Dianas på 1980-talet, de kläder de bar under sina glansdagar. Palatsets grund renoverades också med förbättringar, bland annat att räcken togs bort, liksom staket och buskar som hade undergrävt den kunglige trädgårdsmästaren Charles Bridgemans ursprungliga landskapsarkitektur. Två nya offentliga trädgårdar söder och öster om palatset öppnades. De förbinder fastigheten med Kensington Gardens.